# Saint-Sauveur, Finistère
Saint-Sauveur är en kommun i departementet Finistère i regionen Bretagne i västra Frankrike. Kommunen ligger i kantonen Sizun som tillhör arrondissementet Morlaix. År 2022 hade Saint-Sauveur 827 invånare.

## Befolkningsutveckling
Antalet invånare i kommunen Saint-Sauveur
Referens:INSEE